# Risa
Risa Becker, 1907 è un genere di insetti dell'ordine dei Ditteri (Diptera: Schizophora), di incerta collocazione sistematica, per quanto dovrebbe ormai essere accertata l'appartenenza alla superfamiglia degli Ephydroidea e, probabilmente, alla famiglia degli Ephydridae. Secondo i più recenti aggiornamenti, il genere è costituito dalla riunione di due generi, Risa sensu stricto e Achaetorisa Papp, 1980, quest'ultimo comprendente una sola specie.

## Tassonomia
La collocazione tassonomica di Risa e Achaetorisa è stata oggetto di incertezze e controversie, per quanto attualmente sarebbe ormai largamente condivisa l'appartenenza o la stretta affinità alla famiglia degli Ephydridae.
Il genere Risa sensu stricto fu storicamente posizionato da Hennig (1965, 1973) e Steyskal (1968) nella famiglia dei Milichiidae. Papp (1977), con l'esame di alcuni caratteri, rilevò una differenziazione morfologica significativa tra il genere in oggetto e la famiglia dei Milichiidae e individuò, invece, un'affinità con la famiglia degli Ephydridae; su tale base separò il genere Risa in una famiglia distinta, Risidae, associata agli Ephydridae. Alcuni anni più tardi, nel 1980, istituì un nuovo genere, Achaetorisa, con una sola specie di nuova descrizione, e lo incluse nella famiglia dei Risidae.
La divergenza, in materia di relazione filogenetica e tassonomia, fra la tesi di Papp e quelle dei suoi predecessori, è piuttosto marcata, in considerazione del fatto che, attualmente, Milichiidae ed Ephydridae trovano collocazione in due diverse superfamiglie di Acaliptrati, per quanto siano filogeneticamente vicine: i Milichiidae sono infatti inseriti nei Carnoidea, mentre gli Ephydridae sono inclusi negli Ephydroidea.
La famiglia dei Risidae, anche se di esclusiva distribuzione paleartica, fu oggetto di analisi filogenetica da parte di McAlpine (1989) nel Manual of Nearctic Diptera. Secondo McAlpine, sia Risa sia Achaetorisa costituirebbero un clade i cui caratteri apomorfici sono compatibili con quelli dei Milichidae. L'entomologo canadese, supportò dunque la storica collocazione del genere Risa. McAlpine, inoltre, riteneva dubbia la separazione dei due generi in una famiglia distinta, e riteneva plausibile il posizionamento del clade all'interno dei Milichiidae in relazione con la sottofamiglia Milichiinae, impostazione già adottata, in precedenza da Hennig. Questa revisione, in ogni modo, richiedeva ulteriori approfondimenti e McAlpine si limitò a considerare la famiglia dei Risidae come gruppo distinto ma filogeneticamente affine ai Milichiidae.
Nove anni più tardi, Freidberg et al. (1998) hanno ripreso l'originaria tesi di Papp, individuando un'affinità filogenetica del genere Risa con la famiglia degli Ephydridae. Nel Manual of Palaearctic Diptera, Mathis & Zatwarnicki (1998) collocano il genere Risa nella famiglia degli Ephydridae, togliendo al clade lo status di famiglia autonoma. Non si ha invece menzione del genere Achaetorisa, pur avendo areale paleartico. Un ulteriore contributo alla tassonomia dei generi Risa e Achaetorisa si deve ancora a Kotrba & Mathis (2009), che confermano la stretta correlazione del clade con la famiglia degli Ephydridae. La posizione sistematica resta tuttavia ancora incerta e gli Autori lasciano aperta la possibilità che il clade trovi collocazione all'interno degli Ephydridae o, in alternativa, in un taxon filogeneticamente affine. Nello stesso lavoro, Kotrba e Mathis, riuniscono Achaetorisa e Risa in un unico genere, Risa sensu lato, mantenendo la distinzione fra i due taxa originari al rango di sottogenere.
Il grado di incertezza tassonomica non permette al momento la collocazione di Risa nell'ambito della ripartizione degli Ephydridae in sottofamiglie e tribù, ma in ogni modo è stata ormai abbandonata la tesi dell'appartenenza di questo clade alla famiglia dei Milichiidae o alla superfamiglia dei Carnoidea, sostenuta in parte fino agli anni novanta. Il supporto all'inclusione negli Ephydridae si riscontra nel BioSystematic Database of World Diptera, che riporta Risa e Achaetorisa come generi distinti appartenenti alla famiglia degli Ephydridae.

## Distribuzione
Il genere è distribuito esclusivamente nella regione paleartica, con alcune specie presenti in Nordafrica e altre in Asia centrale.

## Suddivisione
Secondo i più recenti orientamenti, il genere Risa, nell'accezione estesa, riunisce i due originari generi ridotti al rango di sottogeneri. Complessivamente vi appartengono sette specie:
- Sottogenere Achaetorisa Papp, 1980.
  - Risa (Achaetorisa) brevicornis Papp, 1980. Nordafrica (Marocco).
- Sottogenere Risa Becker, 1907.
  - Risa (Risa) flavipalpis Ozerov, 1992. Asia centrale (Kirghizistan)
  - Risa (Risa) longicornuta Papp, 1980. Asia centrale.
  - Risa (Risa) longirostris Becker, 1907. Nordafrica.
  - Risa (Risa) mongolica Papp, 1977. Asia centrale (Mongolia).
  - Risa (Risa) nartshukae Ozerov, 1984. Asia centrale (Uzbekistan).
  - Risa (Risa) asiatica Ozerov, 1984. Asia centrale (Turkmenistan).